# Автомобильный туризм в России
Автомобильный туризм в России — вид туризма в России, в основе которого лежат путешествия туристов в собственных или арендованных автомобилях. Часто автомобили автотуристов оборудованы специальным прицепом. Также активно развивается караванинг — автомобильный туризм с проживанием в домах на колёсах или автоприцепах. Кроме того представлены джипинг и туризм с помощью других средств передвижения — мотоциклов, квадроциклов, трициклов, снегоходов.

## Развитие автомобильного туризма в России
В Советском Союзе автомобильный туризм развивался гораздо медленнее и значительно уступал по масштабности Соединённым Штатам Америки и Европе в силу того, что легковые автомобили долгое время были недоступны для широких слоев населения. Лишь после Великой Отечественной войны ситуация начинает меняться. В 1950-е годы была безуспешная попытка организовать прокат автомобилей для граждан. С 1970 года в связи с появлением завода АвтоВАЗ автомобильный туризм начинает приобретать массовый характер. Появляются новые модели легковых автомобилей, которые поступают в широкую продажу. С автомобилизацией населения начинает развиваться и автотуризм, хотя он по-прежнему не так распространен, как на Западе. Тема автотуризма начинает находить отражение в художественных фильмах того времени: «К Чёрному морю» (1957), «Шофёр поневоле» (1958), «Три плюс два» (1962) и других.
Долгое время автотуризм в Советском Союзе оставался только внутренним, но с 1990-х годов граждане России начали путешествовать за границу. В 2000-е — 2010-е получило популярность ориентирование на автомобилях, в рамках которого автоклубы, проводят автопробеги и соревнования главной задачей участников которых является отыскание максимального количества контрольных пунктов за отведённое время. Популярными соревнованиями по спортивному ориентированию являются «Ночные совы» и «Подмосковные усадьбы». Популярными автоклубами, которые проводят данные мероприятия являются «Crazy shturman», «GPS team», «Автотропа», «Магистраль», «Фото точки». Некоторые из этих клубов имеют историко-краеведческую или спортивную направленность, а также охоту, рыбалку и организацию многодневных автопробегов на дальние расстояния для знакомства с разнообразными туристическими центрами России.
В 2000-е — 2010-е самыми популярными направлениями российских автомобильных туристов являлись города Золотого кольца, Республика Алтай, Карелия.
В 2008 году в России наблюдался значительный рост внутреннего автомобильного туризма в Краснодарском крае.
- Информационный дорожный знак для смотровой площадки
- Участники ежегодного автопробега «Автовече России „Серебряное кольцо Александра Невского“» на Княжеском дворе в Ивангороде
- Джипинг на Северном Кавказе
- Экспедиция «Journey of Discovery»

## Туристические операторы по направлению автомобильного туризма
В России имеется тенденция, что автомобильный туризм часто является самодеятельным туризмом и туристы, выбирающие этот вид отдыха зачастую не пользуются услугами туристических операторов, с другой стороны у туроператоров данное направление малоразвито и не является популярным в сфере коммерческой деятельности на внутреннем рынке.
В то же время имеется достаточное количество российских туристских компаний, предлагающих выездные автомобильные туры. Среди них представлены следующие туроператоры: Cosmopolitan Travel & Tours, Inc (офис в Детройте, представительство в Москве) — составление маршрутов и организация поездок на автомобиле по США; Unex (Москва) — организация автомобильных туров на арендованной машине по США и Канаде; Viking Travel (Москва) — организация автомобильных туров по Исландии, Швеции, Дании и Норвегии; ЛатинаТревел (Москва) — организация джип-туров и ралли по Чили и Аргентине; «Эль-Тур» (Новосибирск), ALM Travel Agency (Санкт-Петербург), «АВТОТУРИСТ» (Москва) — автомобильные туры по Европе. При организации туров туристические операторы разрабатывают маршруты, бронируют автомобили для аренды; осуществляют визовую поддержку, оформляют страховку на автомобиль, бронируют отели, замки и кемпинги по пути следования.

## Подвиды автомобильного туризма в России
Наиболее часто встречающейся разновидностью автотуризма в России являются поездки, обычно на морское побережье, к месту отдыха, оборудованному для размещения автотуристов, с разбивкой базового лагеря или места стоянки. Для такого вида отдыха характерно, что большую часть времени автотуристы находятся в пункте назначения и многократно возвращаются на понравившиеся места стоянок.
Также получил распространение автомобильный туризм с познавательными целями, в рамках которого автотуристы передвигаются по маршруту, обычно замкнутому, а на стоянках знакомятся с достопримечательностями, либо ночуют. Для такого вида отдыха характерен поиск новых, ранее не посещавшихся маршрутов.

### Автопробеги
Автопробег как вид туризма набирает популярность. Обычно, автопробег имеет собственное имя и периодичность либо посвящён каким-нибудь знаменательным событиям. Автопробеги имеют спортивную, испытательную или пропагандистскую цель, а их организаторами выступают спонсорские организации.
В честь зимней олимпиады в Сочи 2014 года по маршруту Москва-Камчатка проводился экстремальный автопробег на специально подготовленных автомобилях.
По территории России также пролегают маршруты международных автопробегов. Среди них: авторобег ретроавтомобилей «Пекин-Париж 2013», экспедиция «Journey of Discovery» на внедорожниках Land Rover Discovery, посвященная выпуску миллионного автомобиля. Регулярно проводится экспедиция Land Rover «Открывая Россию», в рамках которой участники посещают разные уголки России и уже побывали в Адыгее, Карелии, Уссурийской тайге, Якутии, Алтае, Чеченской республике, Северной Осетии, Туве, на Камчатке, Сахалине, Байкале и других.

### Караванинг
В законодательстве Российской Федерации отсутствует понятие «караванинг».
С 2005 по 2013 годы в Россию ввозилось более 800 караванов в год и немного более 1000 автодомов (кемперов) год из которых около 65 % из них составляли бывшие в употреблении от трёх лет и старше. Цена данных автотранспортных средства на 60 % выше среднеевропейских цен по причине высоких заградительных таможенных пошлин на ввоз автомобильной техники (28-45 % конечной стоимости автодома) и транспортных издержек. По продажам в России лидируют кемперы и прицепы немецкого концерна HYMER AG, также представлены кемперы «Купава», производства Беларуси. Большая часть ввозимых в Россию домов на колёсах и караванов использует шасси следующих производителей: Merсedes Sprinter, Ford Transit, Fiat Ducato, однако гарантийное и сервисное обслуживание данной техники на территории России отсутствует.
В 2009 году в России была учреждена Национальная Ассоциация Караванинга, некоммерческое объединение отрасли. Кроме того, была проведена первая в России специализированной выставки «Караванинг-Автодом», посвященная данному направлению.
В 2011 году ЗАО «Автокемпер» стартовало пилотный проект кемпинга «Сокольники» на 40 автодомов и жилых прицепов. Комплекс находится в одноимённом парке Москвы и оборудован электрическими розетками, туалетами и душевыми кабинами, кухней и мини-прачечнойц и кухня. Кемпинг по соответствию требованиями немецкой ассоциации ADAC имеет уровень 3 звезды. 93 % контингента кемпинга «Сокольники» составляют иностранные граждане, с большой долей семейных пар, которые на 2-3 дня с культурно-познавательными целями посещают Москву. Также в Москве действуют кемпинги «Рус-Отель» и «Coюз». В Суздале действует кемпинг «Суздаль», с открытием которого все маршруты туристических операторов по направлению внутреннего автомобильного туризма начали прокладываться и через город Суздаль и через Москву с обязательной остановкой в кемпингах. В кемпинге «Суздаль» Московский союз караванеров создал учебный комбинат по подготовке менеджеров по развитию кемпингов.
По состоянию на 2013 год на российском рынке работали две компании неполного цикла производства по производству домов на колёсах — ЗАО «Автокемпер» и ООО «Караванцентр», а также 85 фирм, которые продавали кемперы (большая часть из них относилась к теневой экономике). По состоянию на 2013 год Москву ежегодно посещало более 2 тысяч автодомов.
В 2018 году в Коломне был открыт первый в России завод по мелкосерийному производству автодомов «премиум-класса» и «комфорт-класса», а также жилых модулей «АВТОКЕМПЕР ПРОМ».

### Джипинг
В России джипинг получил распространение как правило в горных местностях, активно посещаемых туристами: в Адыгее (в частности в Майкопском районе), Алтае, а также на черноморском побережье Краснодарского края и Крыма.
В 2009 году департамент комплексного развития курортов и туризма Краснодарского края выходил с предложением на законодательном уровне урегулировать развитие джипинга.

## Автомобильный туризм в России по регионам
Башкортостан:
В 2018 году региональным отделением Русского географического общества в Башкортостане был создан краеведческий туристический маршрут «Башкирская кругосветка», который по прогнозам организаторов будет способствовать развитию велосипедного, автомобильного и мототуризма в республике. Маршрут предполагает посещение четырёх крайних географических точек Башкортостана, которые отмечены стелами в виде бело-голубых пограничных столбов с указанием географических координат и пятой точки — географического центра республики, отмеченной памятным знаком, а также знакомства с достопримечательностями каждого района. Участники, выполнившие условия проекта награждаются жетонами и сертификатами «Башкирская кругосветка».
- Группа автостопщиков, одетых в светоотражающие комбинезоны на ночной трассе под Кемерово
- Фестиваль бардовской песни «Заозерье»
- На Дальнем Востоке России популярны поездки на побережье Японского моря. Залив Владимира, палаточный «город» на пляже
- Тульский пряник, изготовленный для экспедиции «Journey of Discovery»